# Philippe Heberlé
Pour les articles homonymes, voir Heberlé.
Philippe Heberlé est un tireur sportif français, né le 21 mars 1963 à Belfort. Il est notamment champion olympique au tir à la carabine à 10 mètres aux Jeux olympiques d'été de 1984 à Los Angeles.

## Palmarès
- Recordman du monde au tir à la carabine à 10 mètres
- Recordman olympique au tir à la carabine à 10 mètres

- Champion olympique au tir à la carabine à 10 mètres en 1984
- Champion du monde  au tir à la carabine à 10 mètres en 1983 et 1985
- Champion du monde par équipes au tir à la carabine à 10 mètres en 1983
- Champion d'Europe par équipes au tir à la carabine à 10 mètres en 1983 (+ 2e)
- Champion de France cadets: deux titres en 1978
- Médaille de bronze aux championnats d'Europe à 10 mètres en 1983

## Récompenses
- Prix Claude Foussier, pour son titre olympique, en 1984.